# Affaire Atouillant
L'affaire Marie-Christine Atouillant ou l'affaire Atouillant est une affaire criminelle française concernant l'homicide d'un enfant de 11 mois par une assistante maternelle.
Seule avec l'enfant dans la maison des parents, à Saint-Rémy-lès-Chevreuse dans les Yvelines, Marie-Christine Atouillant demande du secours à la suite d'une « chute de lit ». Emmené à l'hôpital Necker-Enfants malades, l'enfant décèdera le soir même des suites d'un traumatisme crânien. L'autopsie révèle qu'il aurait fait une chute de plusieurs mètres. Sa nourrice, Marie-Christine Atouillant, est la principale suspecte, d'autant que sa version des faits ne cesse de changer.
Après sept ans d'instruction, elle est condamnée à dix ans de réclusion criminelle par la cour d’assises de Versailles à l'issue d'un premier procès, puis, ayant fait appel, elle est définitivement condamnée à douze ans de prison par la cour d'assises de Nanterre.

## Les faits, l'enquête
Embauchée en CDI comme assistante maternelle par les parents de l'enfant, Marie-Christine Atouillant (parfois appelée par son nom de jeune fille, Marie-Christine Tenebay) s'occupe d'Antoine, 11 mois, depuis le 23 septembre 1997.
Le 14 octobre 1997 à 18 heures, elle se rue hors de la maison des parents de l'enfant en appelant à l'aide. Elle arrête une voiture : « Il est arrivé un accident au bébé ! ». C'est une infirmière qui est au volant. Les deux femmes se précipitent dans la chambre. L'enfant est dans son lit, une bosse derrière le crâne. Elle indique à l'infirmière, aux pompiers et à la mère de l'enfant qu'« Il est tombé du lit », soit une chute d'environ 70 à 80 cm, sans gravité. Bien qu'il soit conscient, les pompiers conduisent le nourrisson à l'hôpital d'Orsay (Essonne) mais son état s’aggrave rapidement durant le transport. À 22 heures il est transféré en urgence à l'hôpital Necker-Enfants malades où il décède des suites d'un « traumatisme crânien grave ».
Devant les doutes du médecin une enquête est ouverte. Marie-Christine Atouillant est interrogée, d'abord comme simple témoin.
Les résultats de l'autopsie concluent à « une fracas crânien résultant d'un choc d'une violence extrême » en précisant que « ce fracas crânien, la gravité de ces blessures, ne peut être la résultante d'une chute de lit ». Elle est alors placée en garde à vue et de nouveau entendue le 21 octobre au matin à la gendarmerie de Rambouillet. En début d'après-midi, le gendarme qui l'interroge lui annonce que la fracture du crâne est incompatible avec une chute d'un lit d'enfant. Elle change alors de version et indique qu'il « est tombé dans l'escalier ». Le gendarme lui explique que l'enfant ne pouvait, à cause d'une porte, accéder à l'escalier. Nouvelle version : l'enfant lui a échappé des bras dans la cuisine, il serait tombé sur le carrelage. Le gendarme insiste. Cette fois, le bébé serait tombé dans le bain et sa tête aurait heurté le robinet. Là, ce sont les horaires qui ne collent plus. D'après l'avocate des parents, à chaque version qu'elle donne, les enquêteurs vont lui expliquer que sa nouvelle version n'est pas crédible et elle va en donner une nouvelle.
Après 29 heures de garde à vue, elle avoue avoir perdu son sang-froid l'après-midi du drame. Selon elle le bébé pleurait depuis plusieurs heures et elle l'aurait « secoué ». Il se serait cogné, se serait fait une petite bosse et, là, le bébé aurait fait un « bond en arrière » et sa tête aurait « heurté le coin de la table » et c'est comme cela que « l'accident » serait arrivé. Les enquêteurs retiennent cette dernière version, mais, pour eux, il ne peut pas s'agir d'un accident et les violences seraient volontaires.
Devant ces versions contradictoires (sept versions successives selon Maître Corrina Kerfant, avocate des parents) et incompatibles avec les causes du décès de l'enfant, la juge la met en examen et la fait écrouer le 23 octobre 1997, au terme de sa garde à vue.
En janvier 1998, un « comité de solidarité pour la libération de Marie-Christine Atouillant » est constitué par Jocelyne Béroard du Groupe Kassav', Viktor Lazlo et les acteurs Pierre Saintons et Mouss Diouf et elle reçoit le soutien du comité « Louise Woodward (en) ». Devant la gravité des faits qui lui sont reprochés elle est toutefois maintenue en détention provisoire.
Après plusieurs demandes de libération refusées et à la suite d'une reconstitution organisée le 9 avril 1998, elle est finalement remise en liberté provisoire le 7 mai 1998. Elle reste toutefois mise en examen pour « violences volontaires ».
L'instruction donnera lieu à plusieurs expertises et contre-expertises, toutes accablantes pour l'accusée, allant jusqu'à mobiliser un laboratoire spécialisé dans les crash-tests automobiles. Elle se poursuit jusqu'en 2004.

## Suites judiciaires

### Premier procès
Quasiment 7 ans jour pour jour après le drame, un premier procès débute, le 18 octobre 2004, à la Cour d'assises de Versailles, lors duquel elle est jugée pour « violences ayant entraîné la mort sans intention de la donner sur mineur de moins de 15 ans » et encourt 30 ans de réclusion. Là encore elle multiplie les versions contradictoires mais toujours liées à un « accident »,.
Les experts, quant à eux, mettent à mal la thèse de l'accident. La jeune femme affirmait en effet qu'il était tombé mais pour les experts il y a eu violences. La cour a aussi établi qu'un autre enfant confié à sa garde auparavant avait été admis à l'hôpital avec de nombreux hématomes. Les experts sont formels, seul un coup violent et volontaire a pu causer la blessure mortelle et le 20 octobre 2004, elle est reconnue coupable et condamnée à 10 ans de prison ferme sans que les circonstances exactes du drame n'aient été établies. Elle fait immédiatement appel de la décision,,,.

### Procès en appel
Le 17 octobre 2005 débute le procès en appel mais celui-ci est renvoyé.
Le procès débute finalement le 4 janvier 2006 auprès de la Cour d'assises de Nanterre.
L'accusée avait basé sa défense sur la thèse d'un « malheureux accident », une thèse « invraisemblable », selon l'avocat général, s'appuyant les expertises : une « projection violente contre un sol ou mur » ayant provoqué un « fracas crânien » de 36 cm. D'après le légiste et l'accidentologue, le choc dont l'enfant  a été victime correspond à « une chute de 8 m de haut »,, un choc qui a fait « éclater » le crâne du bébé « comme une coquille d'oeuf ». D'après les experts, une telle hauteur correspond forcément à des violences volontaires.
Le 9 janvier 2006, malgré la plaidoirie d'Alex Ursulet, l'un de ses trois avocats, qui a systématiquement cherché à instiller le doute dans l'esprit des jurés, allant jusqu'à mettre en cause les secouristes et l'hôpital, elle est condamnée à une peine de 12 ans de prison ferme assortis d'une interdiction définitive d'exercer le métier de nourrice,,.

## Émissions télévisés ou radio-diffusées

### Documentaire
- Un documentaire d'une quarantaine de minutes a été consacré à l'affaire : « Une nounou dans le box des accusés » le 1er avril 2009 dans Enquêtes criminelles : le magazine des faits divers - Saison 1 - Épisode 19[23] (rediffusé dans l'épisode 2 de la saison 2 le 9 septembre 2009).

### Liste des émissions consacrées à l'affaire
| Chaîne          | Diffusion  | Description de l'émission (fiche INA)                                                                            |
| --------------- | ---------- | --- |
| France 3        | 29/01/1998 | Soir 3 journal                                                                                                   |
| Télé Martinique | 30/01/1998 | Le Journal Caraïbe Martinique 19h00                                                                              |
| France 3        | 30/01/1998 | Soir 3 journal                                                                                                   |
| Télé Guyane     | 21/03/1998 | Affaire Atouillant                                                                                               |
| Télé Martinique | 10/04/1998 | Le Journal Caraïbe Martinique 19h00                                                                              |
| Télé RFO Paris  | 11/04/1998 | L'hebdo de RFO                                                                                                   |
| France 3        | 11/04/1998 | L'hebdo de RFO                                                                                                   |
| Télé RFO Paris  | 07/05/1998 | Libération de la baby sitter Martiniquaise soupçonnée de meurtre                                                 |
| Télé RFO Paris  | 07/05/1998 | Jugement à la Cour d'Appel de Versailles d'une baby sitter Martiniquaise                                         |
| Télé Martinique | 07/05/1998 | Le Journal Caraïbe Martinique 19h00                                                                              |
| Télé Guadeloupe | 07/05/1998 | Journal régional Guadeloupe                                                                                      |
| France Info     | 07/05/1998 | Journal 19h00 |
| France 2        | 07/05/1998 | France 2 le journal 20H00                                                                                        |
| TF1             | 07/05/1998 | TF1 20 heures |
| Télé RFO Paris  | 28/05/1999 | Suite de l'instruction dans l'affaire de la baby sitter martiniquaise                                            |
| Télé Martinique | 28/05/1999 | Journal télévisé 13h Martinique                                                                                  |
| Télé Martinique | 28/05/1999 | Journal Martinique Caraïbe 19h00                                                                                 |
| Télé Martinique | 18/10/2004 | Journal Martinique Caraïbes 19h00                                                                                |
| M6              | 18/10/2004 | L'affaire : procès d'une nourrice à Versailles                                                                   |
| France 2        | 18/10/2004 | 20 heures le journal                                                                                             |
| Télé Martinique | 19/10/2004 | Journal Martinique Caraïbes 19h00                                                                                |
| Télé Guadeloupe | 19/10/2004 | Journal régional Guadeloupe                                                                                      |
| France 2        | 19/10/2004 | 20 heures le journal                                                                                             |
| France 2        | 20/10/2004 | 20 heures le journal                                                                                             |
| M6              | 20/10/2004 | Flash : procès d'une nourrice                                                                                    |
| Télé Martinique | 21/10/2004 | Journal Martinique Caraïbes 19h00                                                                                |
| France 2        | 21/10/2004 | 20 heures le journal                                                                                             |
| Télé RFO Paris  | 04/01/2006 | Le Journal du soir                                                                                               |
| Télé RFO Paris  | 05/01/2006 | Le Journal du soir                                                                                               |
| Télé Martinique | 05/01/2006 | Infos soir 19h00                                                                                                 |
| Télé Guyane     | 06/01/2006 | Procès de Marie-Christine Atouillant                                                                             |
| Télé Guadeloupe | 06/01/2006 | Journal régional Guadeloupe 19h30                                                                                |
| Télé Martinique | 09/01/2006 | Infos soir 19h00                                                                                                 |
| France 2        | 10/01/2006 | 7h00 le journal - Brève : Condamnation de la nourrice à 12 ans de prison (et dans les journaux de 7h30 et 8h00)  |
| France 3        | 10/01/2006 | 12 14 RFO édition Outre-Mer - Nanterre : condamnation pour meurtre de la nourricière Marie-Christine Attouillant |
| France 3        | 10/01/2006 | 19/20 Paris Ile de France - Condamnation d'une assistance maternelle                                             |
| M6              | 02/07/2006 | Secret d'actualité - Une nounou dans le box des accusés                                                          |